# Copestylum pallisteri
Copestylum pallisteri är en tvåvingeart som först beskrevs av Charles Howard Curran 1953.  Copestylum pallisteri ingår i släktet Copestylum och familjen blomflugor. Inga underarter finns listade i Catalogue of Life.